# (73493) 2002 QT41
(73493) 2002 QT41 – planetoida z pasa głównego asteroid okrążająca Słońce w ciągu 5,29 lat w średniej odległości 3,03 j.a. Odkryta 29 sierpnia 2002 roku.